# 애수 (1940년 영화)
《애수》(영어: Waterloo Bridge)는 1940년 개봉한 미국의 드라마 영화이다. 머빈 르로이가 감독을 맡았으며, 로버트 셔우드가 쓴 동명의 희곡이 영화의 원작이다.

## 출연

### 주연
- 비비안 리
- 로버트 테일러

### 조연
- 루실 왓슨
- 버지니아 필드
- 마리아 우스펜스카야
- C. 오브리 스미스

## 기타
- 원작자: 로버트 E. 셔우드
- 미술: 세드릭 기븐스